# Linha do tempo do futuro próximo
Esta é a linha do tempo do futuro próximo, que dedica-se aos acontecimentos de 3.001 até 10.000 d.C., com análise de previsões exatas ou literais e cálculos científicos.

## Quarto milênio d.C.

### Eventos humanos e geológicos
- c. 3001: Foi previsto que o nível do mar aumentará entre 1,1 e 6,8 metros (c. 3,6 e 22,3 pés) até o ano 3.000, em um estudo de 2012.[1]
- 3.015: Uma câmera colocada por Jonathon Keats terminará seu tempo de exposição após sua colocação no Museu de Arte da ASU, em Tempe, Arizona, em 2015.[2]
- 3.117: Tempo mínimo pelo qual, segundo o físico Andrew Kennedy, a humanidade pode esperar ter alcançado a Estrela de Barnard, assumindo uma taxa de crescimento econômico anual (e aumento correspondente na produção de energia) de 1,4% desde 2007.[3]
- 3.183: A Time Pyramid, um trabalho de arte pública sobre Wemding, Alemanha, está programada para conclusão.[4]

### Eventos astronômicos
- c. 3.000: Devido à precessão axial, γ Cephei substituirá o alvo anterior, Polaris (α Ursae Minoris), como estrela polar do norte da Terra (a próxima estrela norte a olho nu será ι Cephei, c. 5.200).[5][6]
- 2 de novembro de 3.081: Vênus oculta Antares.[7]
- 18 de dezembro de 3.089: Primeiro trânsito de Vênus, que não faz parte de um par desde 23 de novembro de 1396.[8]
- 21 de outubro de 3.187: Vênus oculta Regulus.[9]
- 20 de dezembro de 3.332: Trânsito de Vênus.[8]
- 3.412: Retorno esperado do cometa McNaught–Russell.[10]

### Previsões
- 3.797: A suposta profecia final de Nostradamus coloca o fim definitivo do mundo em 3.797.[11]

## Quinto milênio d.C.

### Eventos astronômicos
- 6 de agosto de 4.285: Vênus oculta Regulus.[9]
- 22 de novembro de 4.296: Vênus oculta Antares.[7]
- c. 4.385: Espera-se que o cometa Hale-Bopp retorne ao sistema solar interno. Dominou pela última vez os céus da Terra entre 1996 e 1997.[12]
- 10 de novembro de 4.557: Vênus oculta Regulus.[9]
- 14 de agosto de 4.747: Vênus oculta Regulus.[9]
- 4.772
  - 13 de outubro: O Calendário maia exigirá um sexto dígito.[13]
  - 21 de outubro: O rei maia K'inich Janaab' Pakal de Palenque previu que nesta data será comemorado o oitavo aniversário da Oitava Rodada do Calendário de sua adesão. Será a data de ascensão do Rei do Mundo.[14]
- Século XLVIII: Espera-se que o Grande Cometa de 1811 retorne ao sistema solar interior (próximo periélio). Calculando o período orbital após o cometa ter se movido para fora da região planetária do Sistema Solar, o cometa deve retornar por volta do ano 4.785.[15]